# Mont Blanc de Seilon
Mont Blanc de Seilon är ett berg i Schweiz.   Det ligger i distriktet Hérens och kantonen Valais, i den södra delen av landet, 110 km söder om huvudstaden Bern. Toppen på Mont Blanc de Seilon är 3 870 meter över havet, eller 929 meter över den omgivande terrängen. Bredden vid basen är 21,5 km.
Terrängen runt Mont Blanc de Seilon är huvudsakligen bergig, men den allra närmaste omgivningen är kuperad. Runt Mont Blanc de Seilon är det ganska glesbefolkat, med 23 invånare per kvadratkilometer.. Närmaste större samhälle är Bagnes, 18,4 km nordväst om Mont Blanc de Seilon. 
Trakten runt Mont Blanc de Seilon är permanent täckt av is och snö.